# سد هوشان
سد هوشان (به لاتین: Hushan Dam) یک سد در تایوان است که در Douliu, Yunlin County واقع شده‌است.